# نولندورف‌پلاتس (متروی برلین)
نولندورف‌پلاتس (آلمانی: Nollendorfplatz) نام یک ایستگاه متروی برلین است که در خطوط او۱، او۲، او۳ و او۴ قرار دارد و تنها ایستگاه متروی برلین است که به چهار خط وصل می‌شود. این ایستگاه به نام میدان نزدیکش
نولندورف‌پلاتز نام‌گذاری شده‌است.